# Les Enquêtes de Prudence Petitpas
 Les Enquêtes de Prudence Petitpas est une série télévisée d'animation franco-belge en 52 épisodes de 26 minutes, adaptée de la bande dessinée de Maurice Maréchal et diffusée à partir du 17 janvier 2001 sur TF1.
Au Québec, elle a été diffusée à partir du 10 septembre 2000 à Télé-Québec.

## Synopsis
Cette série est une adaptation de la série de bande dessinée Prudence Petitpas créée par Maurice Maréchal en 1957.
Prudence Petitpas est une charmante vieille, ancienne maitresse d'école, passionnée de tricot et de jardinage, et aimant discuter avec son chat Stanislas. Mais son activité favorite est d'enquêter sur les mystères de son petit village de Moucheron. Aidée d'une bande de petits détectives, Prudence se révèle être digne des meilleures héroïnes de romans policiers.

## Voix françaises
- Françoise Oriane : Prudence Petipas
- Ioanna Gkizas : Jojo
- Marie Van R : Marie
- Nathalie Stas : Clotilde
- Fabienne Loriaux : Elvire
- Nicole Shirer : Emérance
- Michel de Warzée : Duroc
- Daniel Dury : Cyprien
- Thierry Janssen : Rigobert
- Robert Roanne : Bertouille
- Michel Hinderyckx : Palamède
- Peppino Capotondi
- Philippe Tasquin
- Daniel Nicodème
- Robert Guilmard
- Patrick Donnay
- Catherine Conet
- Lydia Cherton

Direction artistiqueDaniel Dury

## Fiche technique
- Titre original : Les Enquêtes de Prudence Petitpas
- Réalisation : Éric Berthier, Jean-Jacques Lasarte
- Auteur BD : Maurice Maréchal
- Direction d'écriture (saison 2) : Franck Salomé
- Scénaristes : Patrice Dard, Franck Salomé, Fernando Worcel, Nicolas Sedel, Patrick Galliano
- Musiques : Jeff Bodart, Pierre Gillet, Olivier Bodson
- Origine :  France  Belgique
- Maisons de production : Odec Kid Cartoons, TF1, Carrere Group D.A., Les Films de la Perrine

## Épisodes

### Première saison (2001)
1. Un drôle d'oiseau
2. Le Cirque Zainecchi
3. Le Mystère de la grotte
4. Chat fluo !
5. Bébé blop
6. Le Diable dans le clocher
7. Un été brûlant
8. Le Fantôme du comte
9. La Forêt interdite
10. Le Secret de l'araignée
11. Le Voyant lumineux
12. Opération arc-en-ciel
13. Le Trésor de Machemoulle
14. Le Bibi de la reine
15. Le Petit Jésus a disparu
16. La Veuve noire
17. Le Chat des Baskertown
18. Une couronne pour Prudence
19. Rencontre du 5e type
20. Jojo et les moucherons
21. Prudence à la pêche
22. Folie douce
23. Le Gang du coucou
24. Les Vacances inoubliables
25. L'Homme des bois
26. Élections à Moucheron

### Deuxième saison (2004)
1. Valse macabre
2. Une affaire piquante
3. La Bête du cassoulet
4. Extra ! ces terrestres
5. Le Champion de Moucheron
6. L'Œil de kriishnu
7. Le Train fantôme
8. C'est pas de la tarte
9. L'Ultime Voyage
10. Le Monstre du lac Nouille
11. Les Pépins de Prudence
12. Le Passe-muraille
13. Pierres précieuses
14. Prudence contre Petitpas
15. L'Île du diable
16. Haute Tension
17. Mon CD fait céder
18. Mister Moucheron
19. C'est pas sourcier
20. Pas de printemps pour mamie
21. Le Syndrome de Tartufe
22. Citrouille précieuse
23. Ultra-fous !
24. Le Tombeau au trésor
25. Le Loup-garou de Moucheron
26. Prudence versus Père Noël